# ウラジーミル・コワリョーノク
ウラジーミル・コワリョーノク（Vladimir Vasiliyevich Kovalyonok、ベラルーシ語:Уладзі́мір Васі́льевіч Кавалёнак、ロシア語:Влади́мир Васи́льевич Ковалёнок、1942年3月3日-）は、ベールイ出身のソビエト連邦の宇宙飛行士。ソ連空軍で少将にまで昇った後、1967年7月5日からソ連の宇宙開発プログラムに参加した。ソユーズ25号、ソユーズ29号、ソユーズTM-4の3度のミッションで船長を務め、1984年6月23日に引退した。宇宙での総滞在時間は216日9時間8分。